# Armorial des communes de la Corse-du-Sud
- il comporte peu ou pas de sources.
- le nombre de blasons représentés est faible par rapport au sujet de la page.

Cette page donne les armoiries (figures et blasonnements) des communes de la Corse-du-Sud.

(2 dessin(s) en attente.MP)
- Haut – A
- B
- C
- D
- E
- F
- G
- H
- I
- J
- K
- L
- M
- N
- O
- P
- Q
- R
- S
- T
- U
- V
- W
- X
- Y
- Z

## A
| Blason de Ajaccio | Blason  | D'azur à une colonne sommée d'une couronne d'argent accompagnée de deux lions rampants et affrontés d'or sur une terrasse de sinople.                          |
| Blason de Ajaccio | Détails | * Il y a là non-respect de la règle de contrariété des couleurs : ces armes sont fautives (sinople sur azur). Le statut officiel du blason reste à déterminer. |

| Blason de Argiusta-Moriccio | Blason  | Écartelé : au 1er d'azur à un abri de pierres d'argent, ouvert de sable, soutenu de deux burelles ondées d'argent, au 2e de gueules à deux palmes d'or adossées, les tiges passées en sautoir, accompagnées entre les deux d'une pointe de lance du même, au 3e de gueules à un œil d'or, l'iris d'azur et la pupille de sable, au 4e d'azur à une tête de Maure de sable*, tortillée d'argent et sommée d'un croissant d'or, soutenue de deux burelles ondées d'argent. Devise / CriIn hoc spero. |
| Blason de Argiusta-Moriccio | Détails | Adopté en 2014. |

## B
| Blason de Bastelica | Blason  | Écartelé: aux 1er et 4e de gueules à la tour d'or maçonnée de sable, aux 2e et 3e d'or au lion de gueules et au chef d'azur à la fleur de lis d'or. |
| Blason de Bastelica | Détails | Le statut officiel du blason reste à déterminer. |

| Blason de Bonifacio | Blason  | D'azur à la forteresse d'argent ouverte et maçonnée de sable, sommée d'une croisette patriarcale de gueules et aux quatre flammes du même, la porte de la forteresse surmontée du mot LIBERTAS en lettres capitales aussi de sable. |
| Blason de Bonifacio | Détails | Le statut officiel du blason reste à déterminer. |

## C
| Blason de Cargèse | Blason  | D’azur à la colline d’argent herbée de sinople, sommée d’une tour d’argent, surmontée d’une couronne d’or, à la champagne d’azur chargée d’un voilier contourné d’argent. |
| Blason de Cargèse | Détails | Le statut officiel du blason reste à déterminer. |

| Blason de Ciamannacce | Blason  | Écartelé: au 1er de gueules à la tour d'or ouverte, ajourée et maçonnée de sable, surmontée d'une fleur de lis d'or, au 2e d'argent à la tête de Maure de sable, tortillée du champ et accompagnée en pointe d'une trangle ondée d'azur, au 3e d'argent au coquillage de sable accompagné en pointe d'une trangle ondée d'azur, au 4e de gueules à la statue menhir du lieu d'or. |
| Blason de Ciamannacce | Détails | Le statut officiel du blason reste à déterminer. |

| Blason de Cognocoli-Monticchi | Blason  | Parti : au 1er d'argent à six tourteaux de sable accolés 3, 2 et 1, au 2e de sinople à l'abeille d'or, à la branche d'olivier d'or brochant sur la partition, le tout sommé d'un chef d'azur chargé de deux épées d'or passées en sautoir et cantonnées de six couronnes du même, une en chef, une en pointe et deux rangées en fasces aux flancs. |
| Blason de Cognocoli-Monticchi | Détails | Conflit héraldique : le blasonnement annonce « six tourteaux », le dessin n’en montre que quatre. Présent sur le site de la mairie (septembre 2017). |

## E
| Blason de Évisa | Blason  | Écartelé : au 1er de gueules à l’aigle contournée d’argent survolant des montagne du même, au 2e d’azur au sapin arraché d’or, au 3e d’azur au mouflon contourné d’or et sautant d'un rocher du même mouvant de la dextre, au 4e de gueules à la tour d’argent, ouverte du champ. Devise / CriAlta tenet evisa. |
| Blason de Évisa | Détails | Le statut officiel du blason reste à déterminer. |

## G
| Blason de Grossa | Blason  | Tiercé en pairle renversé : au 1er d'azur à la statuette dite Mère Déesse du lieu d'or, au 2e d'azur au clocher de l'église du lieu au trait de sable et à la rose des jardins tigée et feuillée au naturel posée en bande et brochant en pointe, au 3e d'argent à la tête de Maure de sable tortillée d'argent. |
| Blason de Grossa | Détails | Création Jean-François Binon. * Il y a là non-respect de la règle de contrariété des couleurs : ces armes sont fautives (sable sur azur). Le statut officiel du blason reste à déterminer. |

| Blason de Grosseto-Prugna | Blason  | De gueules à la tour d'or, ouverte, ajourée et maçonnée de sable, supportée par deux lions affrontés d'or et accompagnées des inscriptions en lettres capitales du même « GROSSETO PRUGNA » en chef et « PORTICCIO » en pointe. |
| Blason de Grosseto-Prugna | Détails | Le statut officiel du blason reste à déterminer. |

| Blason de Guargualé | Blason  | Parti : au 1er d'argent à trois fasces ondées et augmentées d'azur, celle du milieu chargée d'une porte de ville, avec son avant-mur dextre d'argent et ouverte de sable, au 2e d'or à l'olivier de sable. |
| Blason de Guargualé | Détails | Le statut officiel du blason reste à déterminer. |

## M
| Blason à dessiner | Blason  | Parti: au 1er de sinople au clocher du lieu d'argent, mouvant de la pointe et ajouré du champ, au 2e d'argent à la balance de sable. |
| Blason à dessiner | Détails | Le statut officiel du blason reste à déterminer.                                                                                     |

## P
| Blason de Piana | Blason  | Taillé : au 1er d’azur au rocher de gueules sommé d’une tour d’or, au 2e d’azur à la montagne de gueules mouvant du flanc et flanquée à dextre d’une route sinueuse d’argent avec son parapet d’or, à la cotice en barre d’argent brochant sur la partition. |
| Blason de Piana | Détails | * Il y a là non-respect de la règle de contrariété des couleurs : ces armes sont fautives (gueules sur azur). Le statut officiel du blason reste à déterminer.                                                                                               |

| Blason à dessiner | Blason  | D'azur à la tour d'argent, maçonnée de sable, environnée d'une mer d'agent et surmontée d'un balance en forme de colombe du Saint-Esprit d'argent, les plateaux d'or.                                        |
| Blason à dessiner | Détails | Le statut officiel du blason reste à déterminer. |
| Blason à dessiner | Alias   | De gueules à la tour d'argent posée sur un mont de sinople et surmontée d'une balance d'or. * Il y a là non-respect de la règle de contrariété des couleurs : ces armes sont fautives (sinople sur gueules). |

| Blason de Propriano | Blason  | Parti : au 1er d'argent à la tour d'or, au 2e d'azur au poisson d'argent renversé en pal, à la vergette de gueules brochant sur la partition.               |
| Blason de Propriano | Détails | * Il y a là non-respect de la règle de contrariété des couleurs : ces armes sont fautives (or sur argent). Le statut officiel du blason reste à déterminer. |

## S
| Blason de Sagone | Blason  | De sinople à la mitre d’or accostée de deux tours d’argent maçonnées de sable, à la champagne burelée ondée d’azur et d’argent de douze pièces, au bateau à un mât de sable habillé d’argent posé sur la champagne.         |
| Blason de Sagone | Détails | Autrefois cité majeure de Corse, possédant une histoire bien distincte de Vico dont elle dépend aujourd'hui administrativement, Sagone possède toujours son propre blason. Le statut officiel du blason reste à déterminer. |

| Blason de Sartène | Blason  | D'azur à la tour d'argent posée sur un mont de sinople, soutenue par deux mouflons affrontés d'or et surmontée d'une tête de Maure au naturel, tortillée d'argent, accostée de deux mains de sable*, l'une dextre à dextre, l'autre senestre à senestre, leur majeur, annulaire et auriculaire repliés. |
| Blason de Sartène | Détails | * Il y a là non-respect de la règle de contrariété des couleurs : ces armes sont fautives (sable sur azur). Le statut officiel du blason reste à déterminer. |

## V
| Blason de Vico | Blason  | D'or au tourteau d'azur chargé d'une épée du champ sommée d'une balance du même, au chef d'argent chargé d'une tête de Maure au naturel accostée de deux monts de sable. |
| Blason de Vico | Détails | * Il y a là non-respect de la règle de contrariété des couleurs : ces armes sont fautives (argent sur or). Le statut officiel du blason reste à déterminer.              |